# Ska Keller
Ska Keller ili Franziska Keller (r. 22. studenoga 1981.), njemačka političarka i zastupnica Europskog parlamenta pri klubu Saveza '90. / Zelenih. Keller se specijalizirala za pitanja migracije i odnosa EU-a i Turske.
Od 2001. godine članica je Zelene mladeži. Od 2005. do 2007. bila je glasnogovornica Omladinske federacije europskih zelenih. Godine 2002. pristupila je njemačkim zelenima. Radila je na državnom referendumu protiv novih ugljenokopa u Brandenburgu. U siječnju 2014. godine pobijedila je na predizborima zelenih, paneuropskim otvorenim predizborima, zajedno s Joséom Bovéom, čime je postala jedna od "vodećih kandidata" Europske stranke zelenih.
Keller je studirala islamske znanosti, turkologiju i judaistiku na Slobodnom sveučilištu u Berlinu. Keller je udana za finskog aktivista Markusa Drakea te govori šest jezika.

## Vanjska poveznica
- osobna stranica Ske Keller  Arhivirana inačica izvorne stranice od 12. veljače 2014. (Wayback Machine)